# Cystoviridae

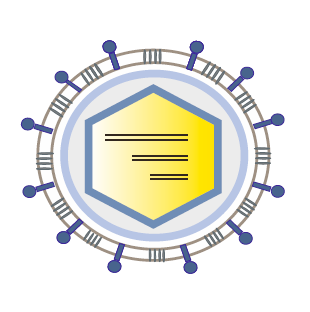

Cystoviridae è una famiglia di virus che infettano i batteri (batteriofagi). Hanno un genoma di RNA a doppio filamento e sono quindi inclusi nel gruppo III della classificazione di Baltimore. Il capside è strutturalmente definito dalla simmetria complessa e ha un involucro virale. L'unico genere della famiglia è Cystovirus.

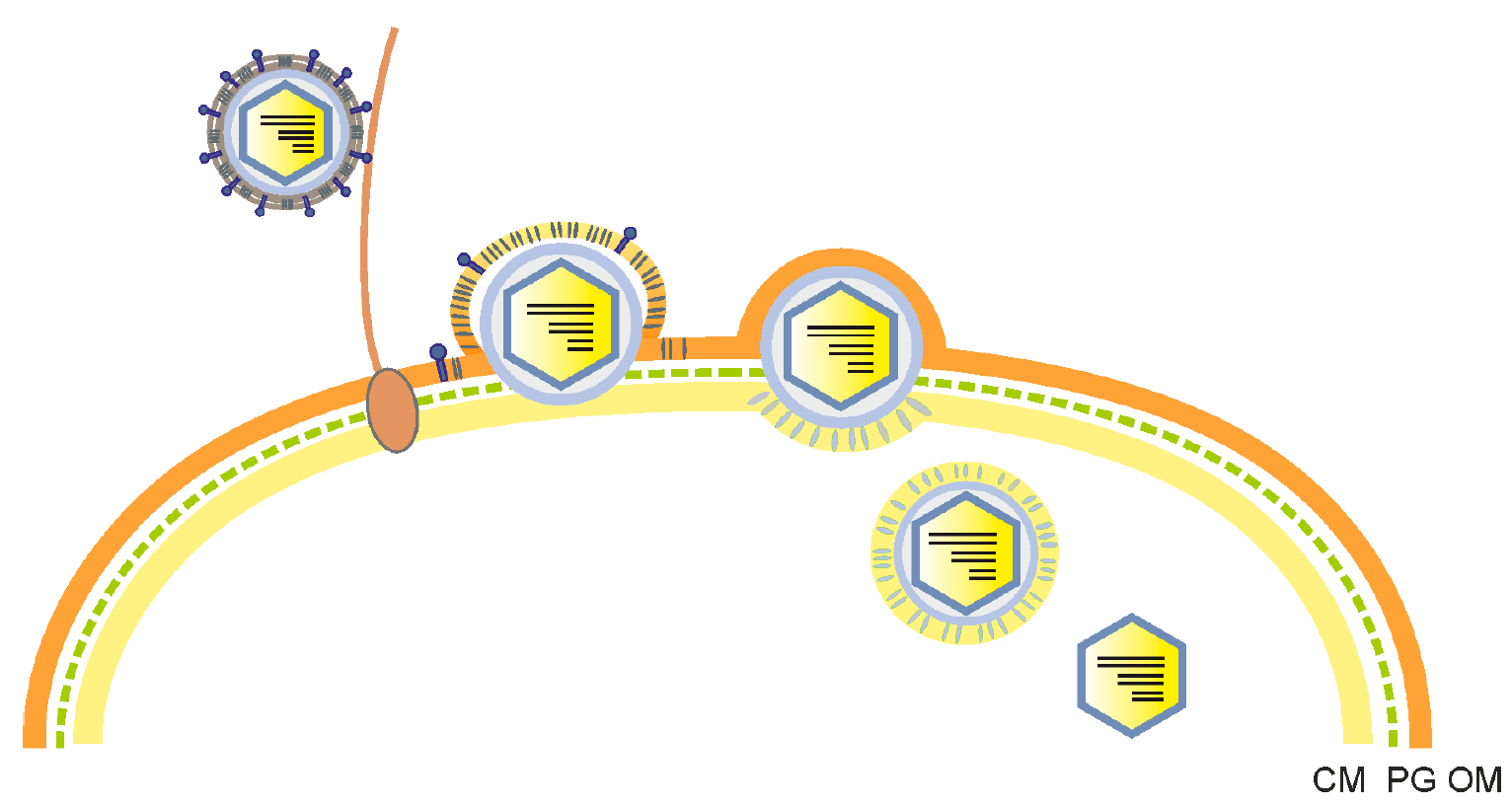
Meccanismi di ingresso del fago Φ6 di Pseudomonas

Tutti i cistovirus sono caratterizzati dai loro tre filamenti (analoghi ai cromosomi) di RNA a doppia elica, per un totale di circa 14 kb, dalle loro proteine e da uno strato lipidico esterno. Nessun altro batteriofago è noto per avere lipidi nel loro guscio esterno, sebbene Tectiviridae e Corticoviridae abbiano lipidi all'interno del loro capside. La specie tipo è lo fago Φ6 di Pseudomonas, ma sono noti molti altri membri di questa famiglia, di cui hanno nomi Φ7, Φ8, Φ9, Φ10, Φ11, Φ12 e Φ13,3 e molti altri sono stati isolati.
Cystoviridae è strettamente imparentato con Reoviridae,  e Totiviridae, per questo motivo sono raccolti nel Duplornaviricota phylum che sembrano essere gli antenati dei virus a RNA a filamento singolo negativo (Negarnaviricota). Cystoviridae sembra essere l'antenato dei virus Duplornaviricota phylum. I cistovirus ei loro parenti sono probabilmente discendenti di repliconi primordiali del mondo a RNA.